# Udriku
Udriku es un pueblo ubicado en el municipio de Kadrina, en el condado de Lääne-Viru, Estonia.

## Superficie
Posee una superficie de 3,358 kilómetros cuadrados.

## Demografía
Hasta 2021 la población era de 22 habitantes, con una densidad de población de 6,551 habitantes por kilómetro cuadrado.